# پراسپکت پارک، شهرستان کمرون، پنسیلوانیا
پراسپکت پارک (به انگلیسی: Prospect Park) یک منطقهٔ مسکونی در ایالات متحده آمریکا است که در شهرستان کمرون، پنسیلوانیا واقع شده‌است. پراسپکت پارک ۱٫۵۹ کیلومتر مربع مساحت و ۳۲۷ نفر جمعیت دارد و ۳۲۷٫۹۷ متر بالاتر از سطح دریا واقع شده‌است.